# Ole Sarvig
Ole Sarvig född 27 november 1921 i Köpenhamn, död där 4 december 1981, var en dansk författare.
Sarvig är mest känd för sin lyrik, men skrev också sju romaner samt essäer med mera om bildkonst. Hans dikt Regnmaaleren från debuten Grønne digte 1943 är med i Danmarks kulturkanon.

## Biografi
Sarvig tog 1940 studentexamen vid Efterslægtselskabets skole och studerade därefter konsthistoria vid Köpenhamns universitet. Han bodde utomlands i flera omgångar, bland annat i Spanien 1954-1962. Han var vidare konstkritiker och konstkonsulent vid Danmarks Radio. 1972 blev han medlem av Danska akademien. 
Sarvig arbetade i sitt författarskap med metafysik och etik och skildrar den moderna intellektuella människans krissituation i en värld utan fasta normer. Han ingick i den metafysiskt orienterade kretsen runt den litterära tidskriften Heretica (1948–1953).